# Picture of You
Picture of You is een nummer van de Ierse boyband Boyzone uit 1997. Het is de eerste single van hun derde studioalbum Where We Belong. Ook verscheen het nummer op de soundtrack van de film Bean: The Ultimate Disaster Movie, vandaar dat Mr. Bean dan ook met de band te zien is op de cover van het nummer en in de bijbehorende videoclip.
"Picture of You" gaat over een jongen die, na lang verliefd te zijn geweest op een meisje, in de gaten krijgt dat zijn meisje slecht is. Het nummer werd een grote hit in Europa. Het haalde de 2e positie in Boyzone's thuisland Ierland. In de Nederlandse Top 40 haalde het een bescheiden 25e positie, en in de Vlaamse Ultratop 50 kwam het niet verder dan nummer 30.